# Deutschhof (Schweinfurt)
Der Deutschhof (Ortsangabe: am Deutschhof) ist ein Stadtteil der kreisfreien Stadt Schweinfurt. Er wird für amtlich-statistische Zwecke als Bezirk 43 bis 47 geführt. Der Deutschhof ist der höchstgelegene Stadtteil Schweinfurts, er entstand ab 1970 auf Ländereien der Hospitalstiftung Schweinfurt.

## Geographie

### Lage
Der Deutschhof liegt im Nordosten des Stadtgebiets und grenzt im Süden an den Nordöstlichen Stadtteil (Bezirk 42), im Südwesten an den Stadtteil Hochfeld/Steinberg (Bezirk 41), im Westen an die Staatsstraße St 2280 nach Bad Königshofen (stadteinwärts Deutschhöfer Straße) und den Sportpark Hundertäcker (zum Bezirk 41), im Norden an den Stadtwald (Schindelholz und Sattlerau) und im Osten an das Höllental, mit dem dahinter liegenden Hainberg.

Nordöstliches Stadtgebiet Schweinfurts
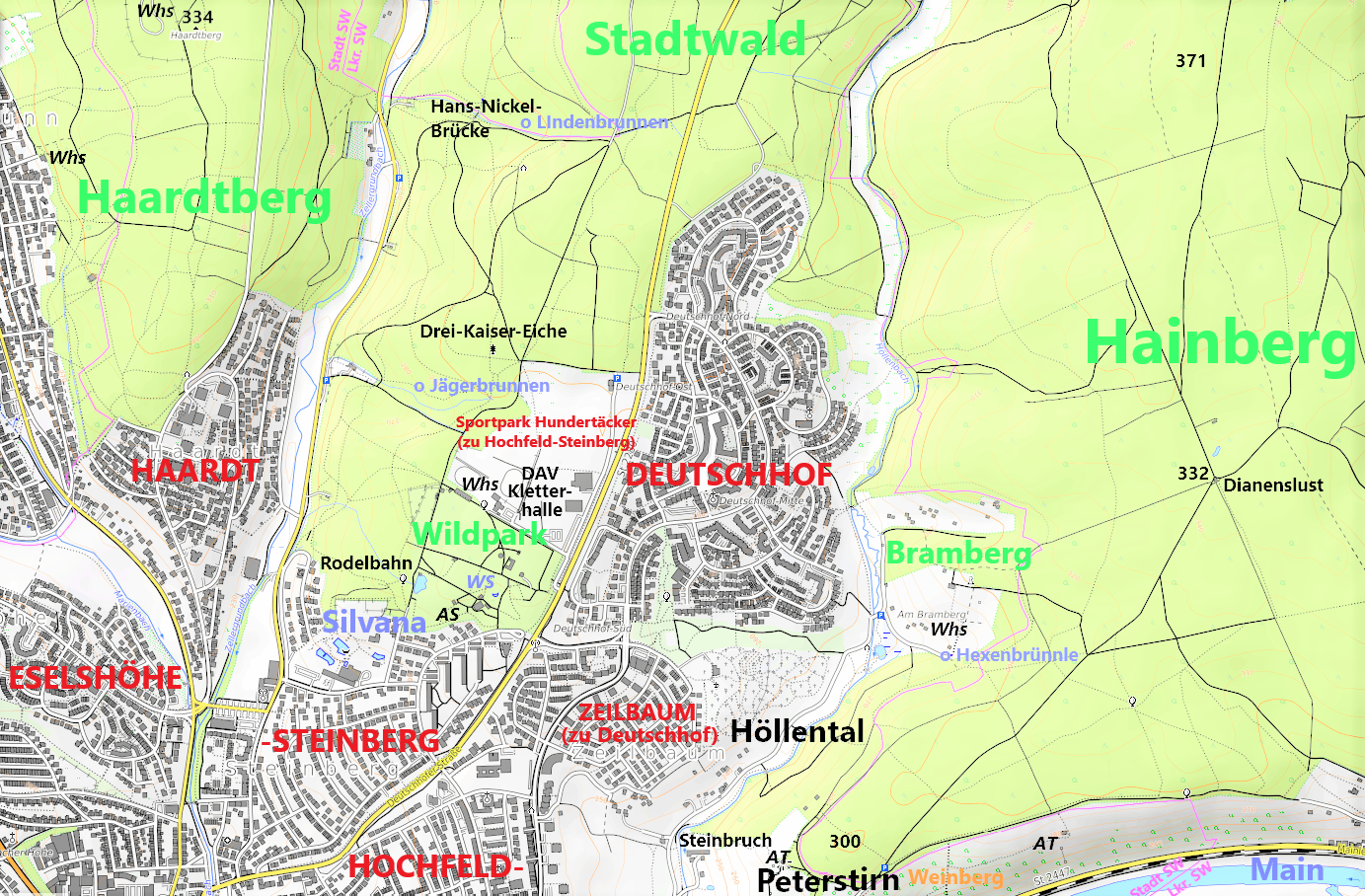
Der Deutschhof liegt zwischen dem Stadtwald, der sich bis zum Wildpark hinzieht und dem Hainberg

### Topografie
Der Deutschhof liegt am südwestlichen Rand der Schweinfurter Rhön, auf einer Anhöhe über dem Höllenbach. An der Nußbergstraße, am nördlichen Rand des Stadtteils, liegt das höchste bebaute Gebiet der Stadt auf 311 m ü. NN.

## Statistische Bezirke
Der Stadtteil wurde von der Stadt Schweinfurt für amtlich-statistische Zwecke in fünf Bezirke unterteilt:
- 43 Deutschhof-Süd
- 44 Deutschhof-Mitte
- 45 Deutschhof-Ost, mit dem historischen Gut Deutschhof
- 46 Deutschhof-Nord
- 47 Deutschhof-Zeilbaum

## Stadtklima
Durch das nordöstliche Stadtgebiet läuft eine Klimascheide, da hier die sommerheißen Mainfränkischen Platten in die Ausläufer der Schweinfurter Rhön übergehen. Dies zeigte sich in den Wintern früherer Jahrzehnte sehr deutlich, mit einer höheren, geschlossenen Schneedecke am Nordrand des Deutschhofs, während im nur knapp 100 Meter tiefer gelegenem Hafen kaum Schnee lag.

## Geschichte

### Handelsstraße
Entlang der Deutschhöfer Straße bzw. der Staatsstraße 2280 (siehe: Lage) führte nach der unteren Karte schon im 8. Jahrhundert eine überregionale Verbindung von Schweinfurt nach Erfurt.

Handelsstraßen im Maingebiet um 800
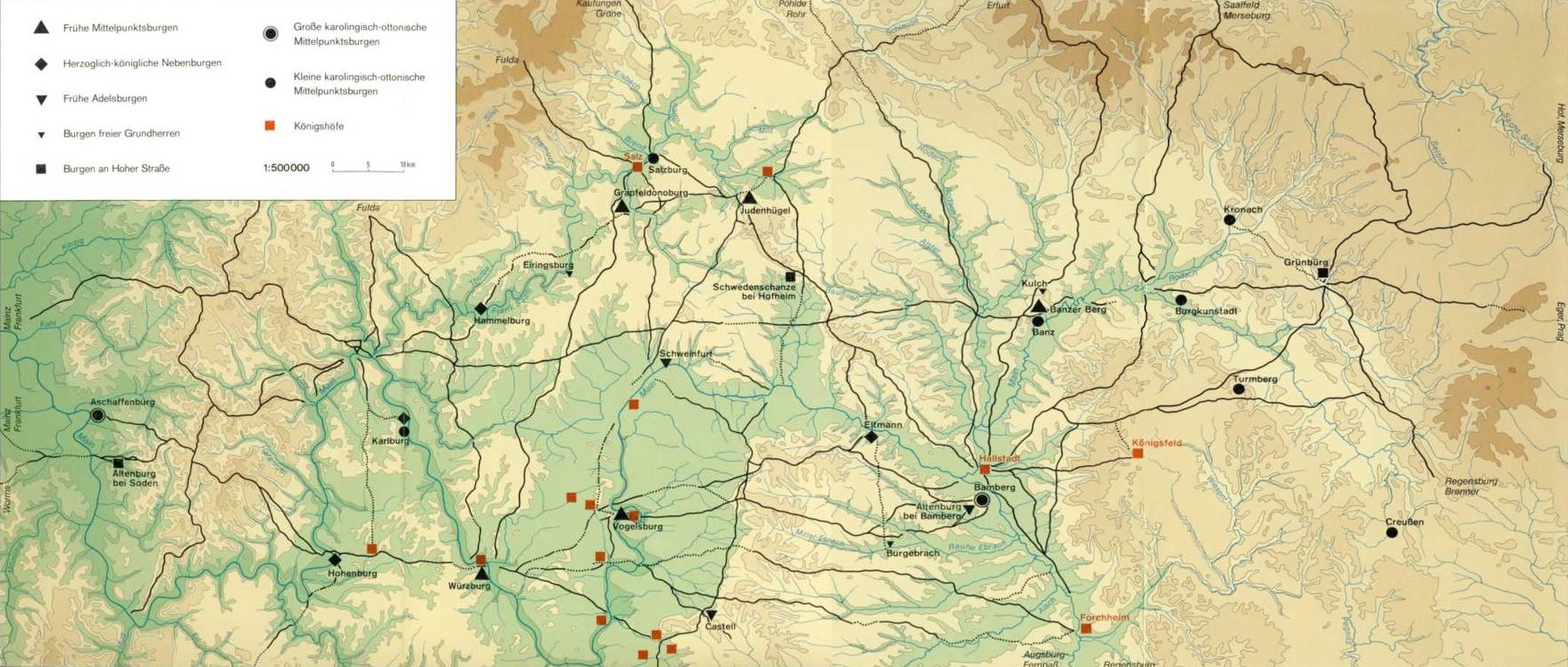
In der Mitte des Gebiets lag die erste Siedlung Schweinfurts (Suuinfurtero marcu). Die Straße Richtung Judenhügel lief über die heutige Deutschhöfer Straße. (Die Karte wurde von der Stadt Burgkunstadt angefertigt)

Siehe auch: Suuinfurtero marcu, Handelsstraßen

### Gut Deutschhof
Vor Entstehung des Stadtteils Deutschhof befand sich an dieser Stelle das Gut Deutschhof, ein Landgut dessen Vorläufer erstmals 1497 urkundlich erwähnt wurde. 1437 erwarb der Rat der Stadt Schweinfurt für insgesamt 18.000 Gulden das Landgut mit dem Flurnamen Deutschfeld zusammen mit benachbarten Ländereien und Dörfern vom Deutschen Orden. 1519 kaufte dann die Hospitalstiftung Schweinfurt das Gebiet samt Gutshof. Am Tor des Gutshofs sieht man heute noch das Siegel der Stiftung – ein Doppelkreuz mit der Heilig-Geist-Taube. Zum Deutschfeld gehörte das Land links und rechts der heutigen Deutschfeldstraße im Nordöstlichen Stadtteil. Die mehrfach durch Krieg und Brände zerstörten Gutsgebäude, die einsam vor der Stadt lagen, wurden im 16. Jahrhundert erstmals von einer Mauer geschützt. Die Gebäude des Gutes existieren noch heute. Herrenhaus und Stallungen stammen aus der Barockzeit, sie wurden um 1750 gebaut.
Ab 1970 wurde auf den Ländereien des Guts der neue Stadtteil Deutschhof errichtet. Für die Hospitalstiftung wurden als Ersatz Ländereien in Grettstadt für einen neuen Gutshof erworben. Die landwirtschaftliche Nutzung der verbliebenen noch unbebauten Wiesen und Äcker um den Deutschhof gab das Gut 1977 auf.
Die Gutsgebäude blieben bis 1982 verlassen. Neuer Eigentümer der Gebäude war nun die evangelisch-lutherische Gesamtkirchengemeinde, die 1984 hier einen neuen Kindergarten einweihte. In der ehemaligen Scheune öffnete 1986 der Gemeindesaal und im ehemaligen Pferdestall entstanden bis zum Jahr 1996 Wohnungen. 2008 konnte der Kirchensaal im ehemaligen Getreidespeicher eingeweiht werden.
Anfang der 2020er Jahre wurden auf dem Areal des Guts Deutschhof 30 neue Wohnungen errichtet.

Gut Deutschhof
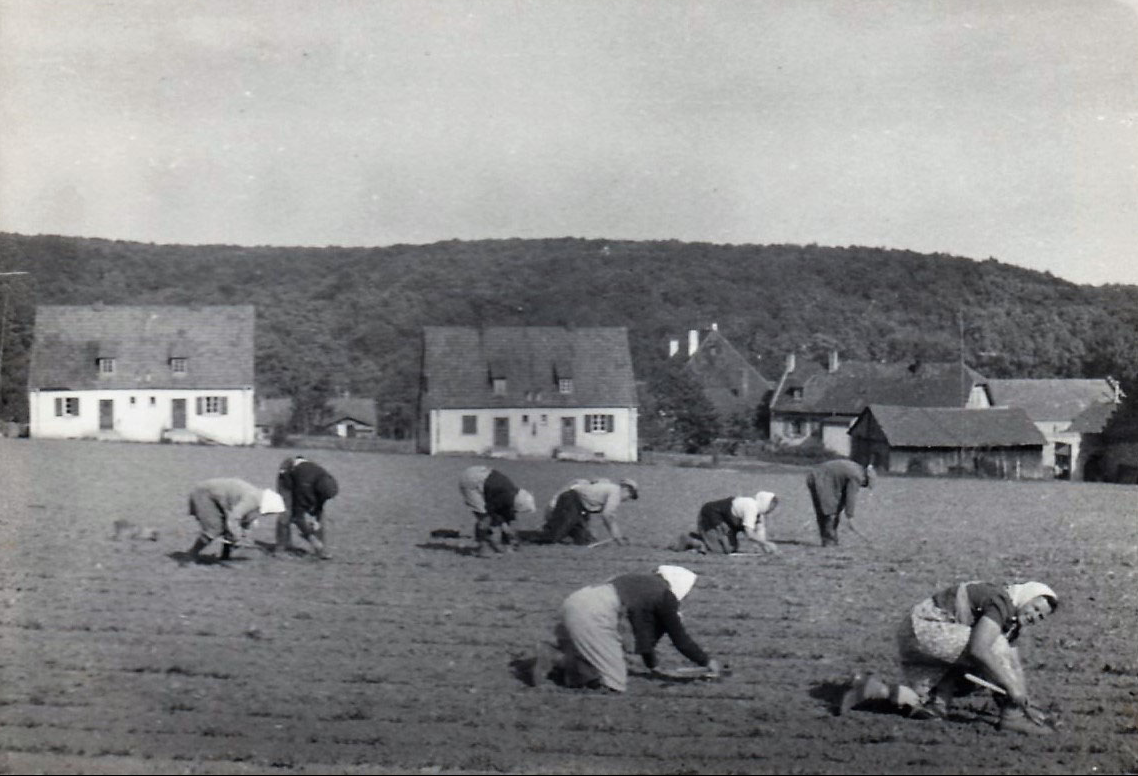
Gutshof (rechts) und zwei Arbeiterhäuser
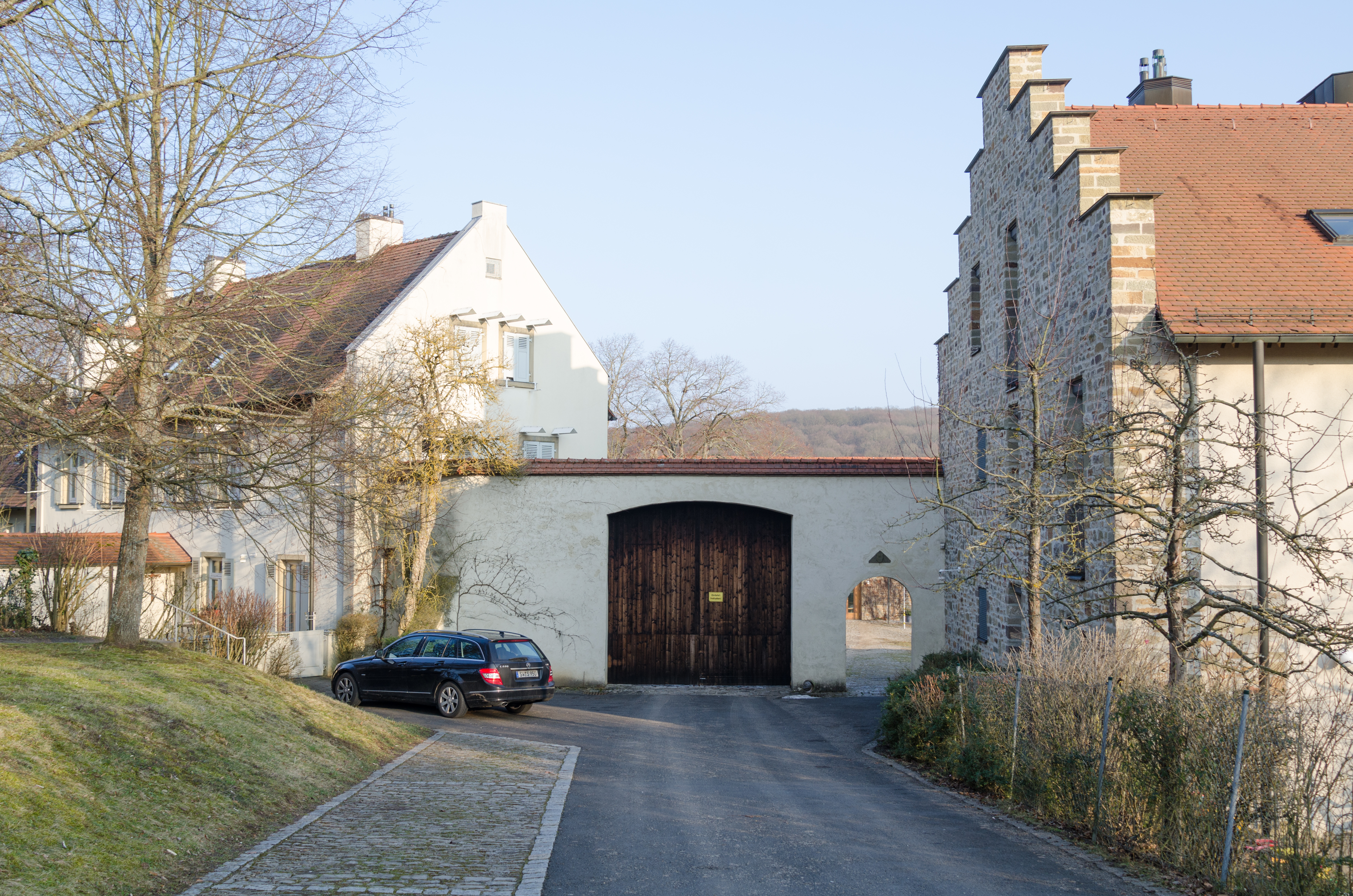
Einfahrt zum Gutshof…
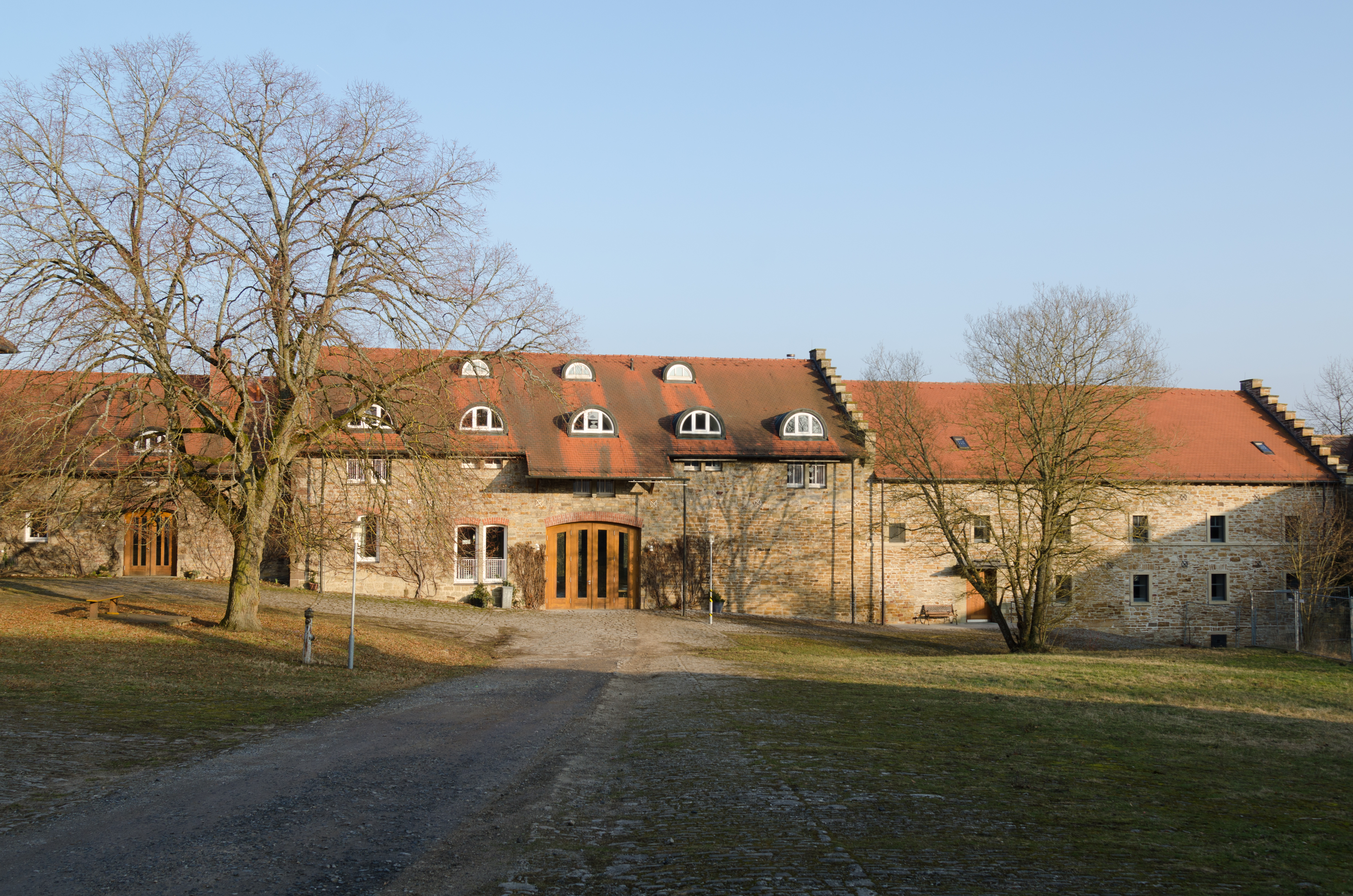
…und zentraler Platz im Gut, im Jahre 2015

### Stadtteil
In einem städtebaulichen Wettbewerb setzte sich eine Aachener Planungsgruppe mit dem Architekten Erich Kühn durch. Auf den höchsten Punkt kamen die höchsten Häuser, so wie bei den anderen neuen Stadtteilen im Nordosten Schweinfurts, außen herum zu den Hängen gruppieren sich Einfamilienhäuser.
Der neue Stadtteil Deutschhof war für 14.000 Einwohner geplant. Durch den neuen Trend weg von der Etagenwohnung hin zum Einfamilienhaus wurde entsprechend umgeplant und die Einwohnerzahl auf 8.000 reduziert. Der Stadtteil wurde in den frühen 1990er Jahre fertiggestellt. Durch die veränderten sozialen Verhältnisse mit mehr Single-Haushalten und höherem Bedarf an Wohnflächen pro Person hat der Stadtteil heute nur noch 6.000 Einwohner. Um die Jahrtausendwende kam noch am Südrand des Stadtteils das neue Viertel Zeilbaum hinzu (siehe: Zeilbaum).

### Spätaussiedler
In den 1980er Jahren zogen viele Spätaussiedler in die Wohnblocks im Kern des Deutschhofs, der zum sozialen Brennpunkt wurde. Der Marktplatz wurde als Roter Platz bezeichnet. Als Anfang der 1990er Jahre die Jugendkriminalität im Stadtteil stieg, wurde die Aktion Gern daheim in Schweinfurt ins Leben gerufen. Im Keller des Gemeindezentrums St. Maximilian Kolbe wurde ein Jugendtreff eingerichtet.
Die damaligen Jugendlichen sind mittlerweile gut integriert. Von den einstigen Unruhen ist heute nichts mehr zu spüren, Stadtteilgangs oder Banden gibt es nicht mehr. Nach Polizeiangaben ist die Kriminalitätsrate heute gleich hoch wie in den anderen Stadtteilen.

## Ortsteile und Sozialstruktur
Einfache Wohnlagen finden sich in einem kleineren Kernbereich des Stadtteils mit Wohnblocks, in den Straßen Am Schöttlein und Am Haag. Der weitaus größte Teil des Deutschhofs besitzt mittlere und der Zeilbaum gute Wohnlagen. Wobei in dieser Bewertung die exklusiven Hanglagen für Einfamilienhäuser über dem Höllental, mit Blick auf die Wälder der Schweinfurter Rhön, nicht berücksichtigt sind.

### Deutschhof-Süd/Mitte/Ost
Statistische Bezirke 43 – 45
In der Mitte der obigen drei Bezirke liegt das Zentrum des Deutschhofs, der Marktplatz.
| Status 31. Dez. 2022                               | Deutschhof-Süd/Mitte/Ost Statistische Bezirke 43 – 45 | Gesamtgebiet Schweinfurt |
| -------------------------------------------------- | ----------------------------------------------------- | ------------------------ |
| Deutsche                                           | 87,0 %                                                | 77,4 %                   |
| Ausländer                                          | 13,0 %                                                | 22,6 %                   |
| Anteil Doppelstaatler an der deutschen Bevölkerung | ca. 28,0 %                                            | 17,1 %                   |

Der mittlere Bereich des Deutschhofs, der seit 1970 mit bis zu achtgeschossigen Wohnhäusern errichtet wurde, besitzt am Ostrand oberhalb des Höllentals Einfamilienhausgebiete in bevorzugter Lage, mit Blick auf den Hainberg in der Schweinfurter Rhön. Es überwiegen aber zahlenmäßig bei weitem die Bewohner der Geschosswohnungen, die ursprünglich für das deutsche Bürgertum als gut ausgestattete Wohnungen errichtet wurden.
Durch den demografisch bedingten Einwohnerrückgang und die große Zahl ankommender Spätaussiedler in den 1980er Jahren erlebte das Wohngebiet außerhalb der im Eigenbesitz befindlichen Einfamilienhäuser einen sozialen Wandel und wurde zum Schweinfurter Schwerpunktviertel der Russlanddeutschen. Dies lässt sich auch deutlich in der Bevölkerungsstatistik ablesen, durch die hohe Zahl von Doppelstaatlern. Was sich auch bei der Bundestagswahl 2017 widerspiegelte, in der die russlandfreundliche AfD mit 22,8 % das beste Ergebnis aller Schweinfurter Stadtteile erzielte.

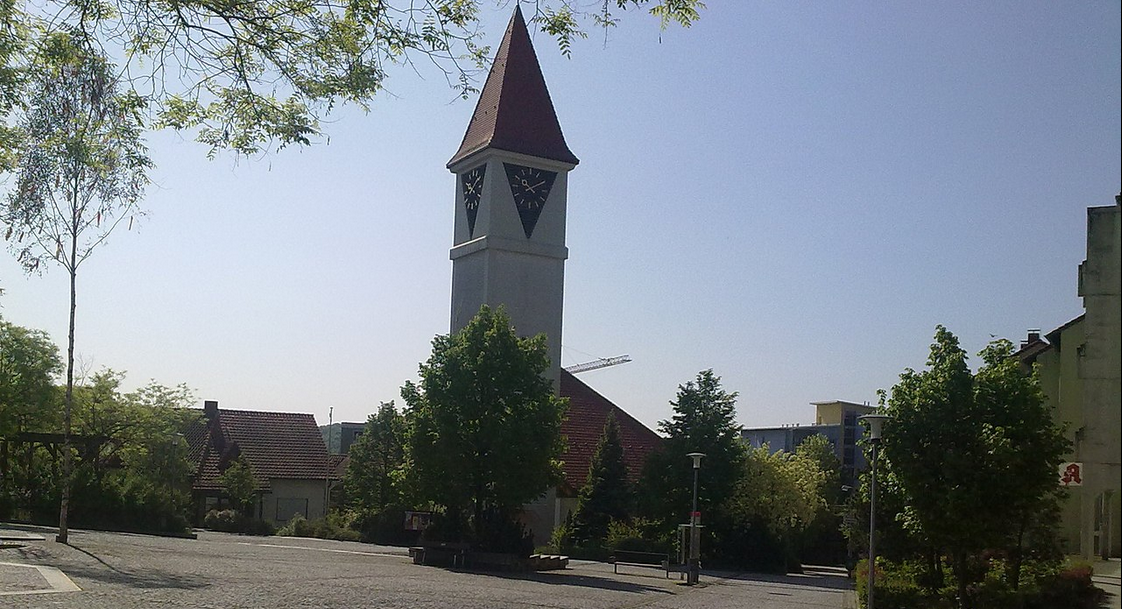
Deutschhof-Mitte. Marktplatz Deutschhof mit katholischer Kirche St. Maximilian Kolbe
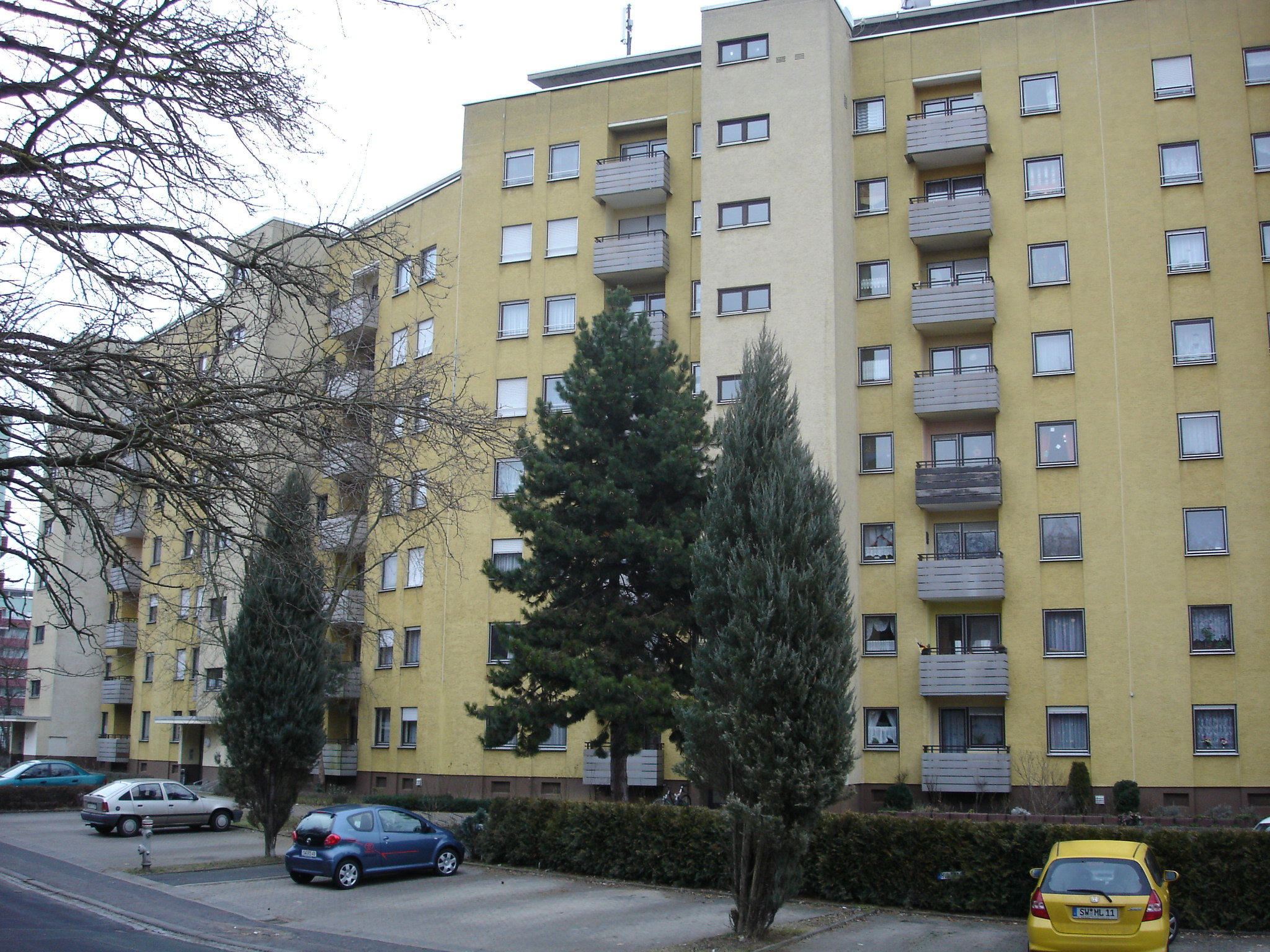
Deutschhof-Süd. Wohnblock in der Kreuzbergstraße

### Deutschhof-Nord
Statistischer Bezirk 46
| Status 31. Dez. 2022                               | Deutschhof-Nord Statistischer Bezirk 46 | Gesamtgebiet Schweinfurt |
| -------------------------------------------------- | --------------------------------------- | ------------------------ |
| Deutsche                                           | 92,1 %                                  | 77,4 %                   |
| Ausländer                                          | 7,9 %                                   | 22,6 %                   |
| Anteil Doppelstaatler an der deutschen Bevölkerung | 14,6 %                                  | 17,1 %                   |

Das Stadtviertel um die ringförmige Nußbergstraße liegt vollends in der Schweinfurter Rhön und ist auf drei Seiten von Wald umgeben. Mit im nördlichen Bereich über 300 m ü.NN ist es das höchstgelegene Quartier der Stadt. Es gehört zu den neueren Bereichen des Deutschhofs, mit höherem Standard. Trotz der Randlage wird es durch den Stadtbus gut erschlossen und häufig angefahren.
Im nördlichen Wald befinden sich die Überreste eines Truppenübungsplatzes, der nie benutzt wurde, da bei Fertigstellung der Erste Weltkrieg ausbrach. In den Schützengräben stehen heute hohe Bäume.
Das Quartier grenzt an den Stadtwald: im Osten ans Schindelholz am steilen Abhang zum Höllental und im Norden an die Sattlerau. Das Viertel ist dadurch direkt an das dichte Wanderwegenetz der Schweinfurter Rhön angeschlossen.

### Zeilbaum
Statistischer Bezirk 47
| Status 31. Dez. 2022                               | Deutschhof-Zeilbaum Statistischer Bezirk 47 | Gesamtgebiet Schweinfurt |
| -------------------------------------------------- | ------------------------------------------- | ------------------------ |
| Deutsche                                           | 95,0 %                                      | 77,4 %                   |
| Ausländer                                          | 5,0 %                                       | 22,6 %                   |
| Anteil Doppelstaatler an der deutschen Bevölkerung | 13,3 %                                      | 17,1 %                   |

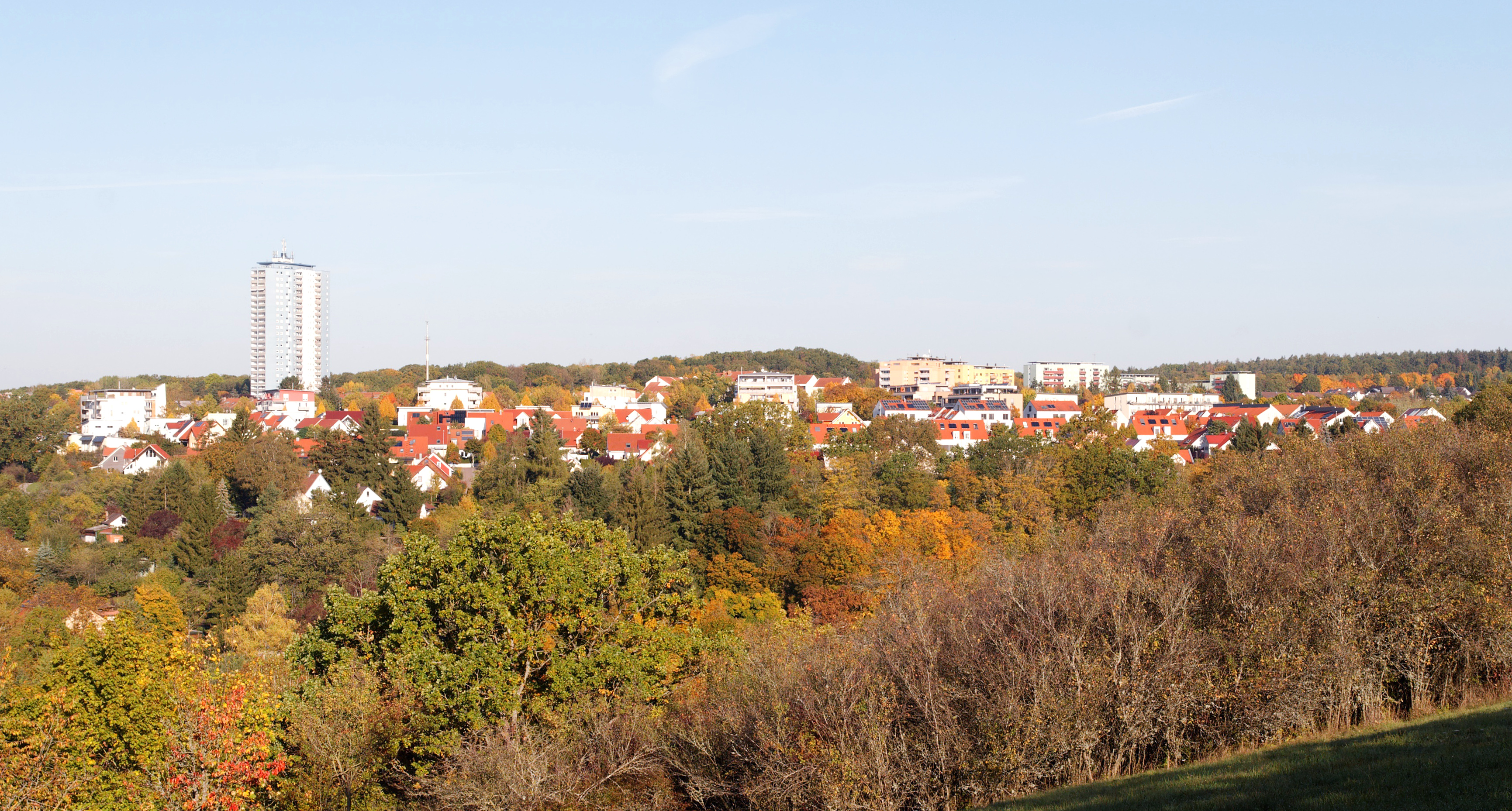
Der Zeilbaum im Vordergrund (rote Dächer). Vorne das Höllental

Neben dem Stadtteil Deutschhof im engeren Sinn wurde unweit des Hochfelds das bisher letzte größere Wohngebiet der Stadt neu erschlossen, der Zeilbaum mit den Bebauungsplänen Ost (1999), Nord (2000) und Süd (2001). Der Name Zeilbaum kommt vermutlich vom Althochdeutschen Zila oder Mittelhochdeutschen Zile, für Zeile oder Reihe, weshalb der Flurname wohl eine Reihe von Bäumen bezeichnete.
Der Zeilbaum liegt an Seinäjoki-Park und Deutschfeldfriedhof, zudem naturnah oberhalb des Naherholungsgebiets Höllental, bis wohin sich das Landschaftsschutzgebiet Mainleite erstreckt. Vom Zeilbaum kann man über das Schweinfurter Becken bis zum Steigerwald blicken.
Das Quartier besitzt ein kleines Einkaufszentrum und besteht aus sechs Mehrfamilienhäusern entlang der Elsa-Brändström-Straße, 100 Einfamilienhäusern und 30 Reihenhäusern. Der Zeilbaum war das erste Schweinfurter Baugebiet, für das es erhöhte ökologische Vorschriften gab, mit Erhalt von Hecken und Bäumen, Pflanzgeboten, Anlage von Ökoflächen und Flachdachbegrünung. Zudem musste als Ausgleich im Höllental eine 4000 Quadratmeter große Streuobstwiese auf Kosten der Bauherrn angelegt werden.
Als Folge des sehr hohen Anteils an Einfamilienhäusern besitzt das Wohngebiet eine sehr niedrige Quote von Migranten und eine ähnliche bürgerliche Sozialstruktur wie das Hochfeld.

## Bürgerverein und Kirchweih
1979 wurde der Bürgerverein Deutschhof gegründet. Er richtet die Deutschhof-Kirchweih aus, die Anfang Juli im benachbarten Wildpark an den Eichen stattfindet.
Siehe auch: Schweinfurt, Bürgervereine

## Infrastruktur
Im Zentrum des Stadtteils liegt am autofreien Marktplatz ein teilweise verwaistes Geschäftszentrum. Im Stadtteil befinden sich die katholische Kirche St. Maximilian Kolbe mit einem Jugendtreff und zwei Kindergärten. Die evangelisch-lutherische Pfarrkirche St. Lukas am benachbarten Hochfeld eröffnete im ehemaligen Gut Deutschhof 1982 ein Gemeindezentrum.
Der Deutschhof ist an das Stadtbusnetz der Stadtwerke Schweinfurt durch die Linie 100 angeschlossen.
Die Staatsstraße St 2280 führt entlang des Westrandes des Deutschhofs nach Bad Königshofen.

## Parks
Im Südosten des Stadtteils befindet sich der Deutschfeldfriedhof. Er wurde als Parkfriedhof angelegt und dient in seiner bevorzugten Lage, oberhalb des Höllentals, mit Blick auf die Wälder der Schweinfurter Rhön, auch als Erholungsraum. Nördlich schließt sich an den Friedhof der Seinäjoki-Park an. Der Wildpark an den Eichen und der Sportpark Hundertäcker grenzen im Südwesten unmittelbar an den Stadtteil.